# 黒川知弘
黒川 知弘（くろかわ ともひろ、1978年7月28日 - ）は、地方競馬の福山競馬場所属の元騎手。
黒川幹生元騎手・調教師は実父で、黒川都起哉元騎手・調教師は実祖父。福山競馬騎手会長を務めていた。

## 来歴
地方競馬教養センター長期課程第63期生。
1996年3月31日付けで地方競馬騎手免許を取得。同年4月20日第2回福山競馬1日目第1競走アラブ系C2二十二組条件戦ニューリンボーで初騎乗（8頭立て4番人気6着）。同年4月21日第2回福山競馬2日目第8競走アラブ系C2二組条件戦をシブシホープで優勝（9頭立て3番人気）し、初勝利。
1997年9月23日第12回全日本新人王争覇戦出場（12人中8位）。
1998年2月15日第17回福山競馬5日目第9競走第18回福山マイラーズカップをスマノロメオで優勝（8頭立て6番人気）し、重賞初制覇。同年地方競馬通算100勝達成。
2006年地方競馬通算500勝達成。
2009年地方競馬通算600勝達成。
福山競馬場の廃止に伴い2013年3月限りで現役を引退。
引退後は建築関係の仕事に就いている。
地方通算成績は7666戦843勝・2着824回・3着806回・勝率11%・連対率21.7%だった。

## 主な騎乗馬
- スマノロメオ（1998年福山マイラーズカップ）
- トモシロヒット（2000年金杯）
- セブンアトム（2001年福山菊花賞）
- ムサシボー（2009年福山大賞典）
- ウォーターオーレ（2010年福山スプリントカップ、2011年ファイナルグランプリ）
- ユメミルチカラ（2010年福山2歳優駿）